# Comostolopsis modesta
Comostolopsis modesta är en fjärilsart som beskrevs av Claude Herbulot 1962. Comostolopsis modesta ingår i släktet Comostolopsis och familjen mätare. Inga underarter finns listade i Catalogue of Life.